# Islam en Europe

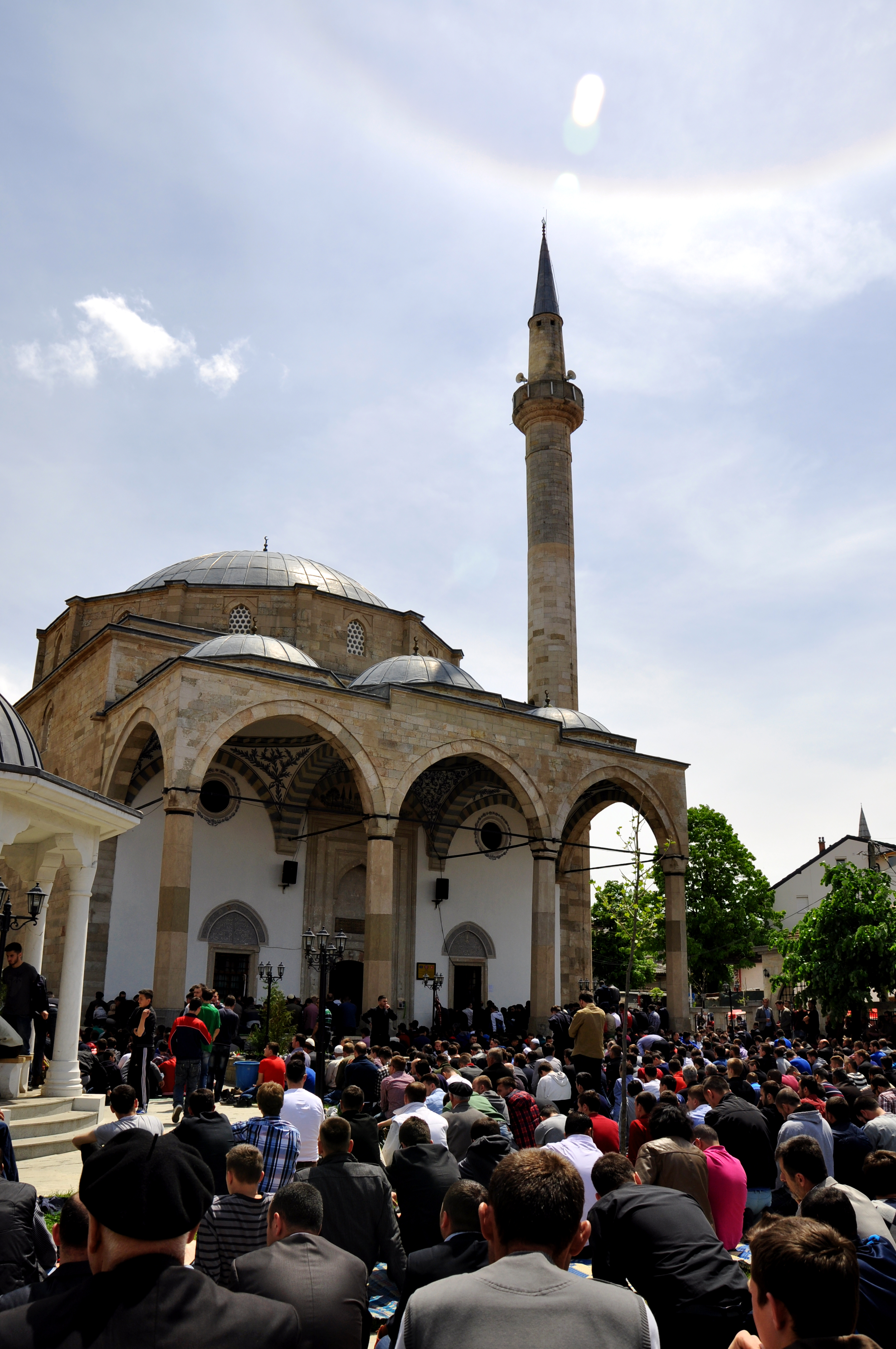
La mosquée impériale, construite par le sultan Mehmed II en 1461, au Kosovo.

L'islam en Europe est la pratique de la religion islamique sur le continent européen. On peut faire remonter l'histoire de cette confession religieuse européenne à l'an 711, qui marque la conquête omeyyade de la péninsule Ibérique. Se maintenant près de huit siècles dans Al-Andalus, cette première présence d'une puissance politique islamique y laisse un héritage significatif, mais en 1614 les derniers civils musulmans sont expulsés du royaume d'Espagne.
Aux XIVe et XVe siècles, l'Empire ottoman s'étend dans le sud-est de l'Europe, favorisant la diffusion de l'islam dans ces régions. Puis, au fil des siècles, l'Empire ottoman perd progressivement la quasi-totalité de ses territoires européens, jusqu'à ce qu'il s'effondre en 1922. Cependant, certaines parties des Balkans (comme la Bosnie-Herzégovine, l'Albanie, le Kosovo, la Macédoine, la Bulgarie et le Monténégro) continuent d'avoir d'importantes populations musulmanes.
Depuis la fin du XXe siècle et le début du XXIe siècle, la majeure partie des musulmans vivant en Europe occidentale provient de l'immigration extra-européenne, notamment d'Afrique du Nord, Moyen-Orient, et de Turquie.

## Histoire

### Premiers contacts

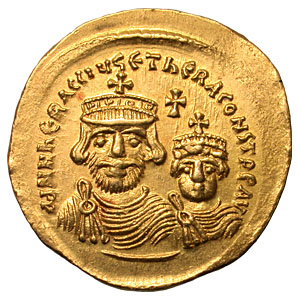
Héraclius, premier dirigeant européen à entrer en contact avec l'islam.

Les premiers contacts entre l'Europe et l'islam sont établis quasiment dès la naissance de la religion musulmane. Des correspondances entre le prophète de l'islam et l'empereur byzantin Héraclius invitant ce dernier à se convertir à l'islam sont attestées par une lettre qu'Héraclius a reçue. Bien que l'empereur byzantin n'ait pas consenti à accepter l'islam, cet évènement marque le début d'une relation plus que millénaire où on verra les deux mondes, Occident et Orient, s'affronter, se haïr, mais aussi échanger, se découvrir et se respecter.

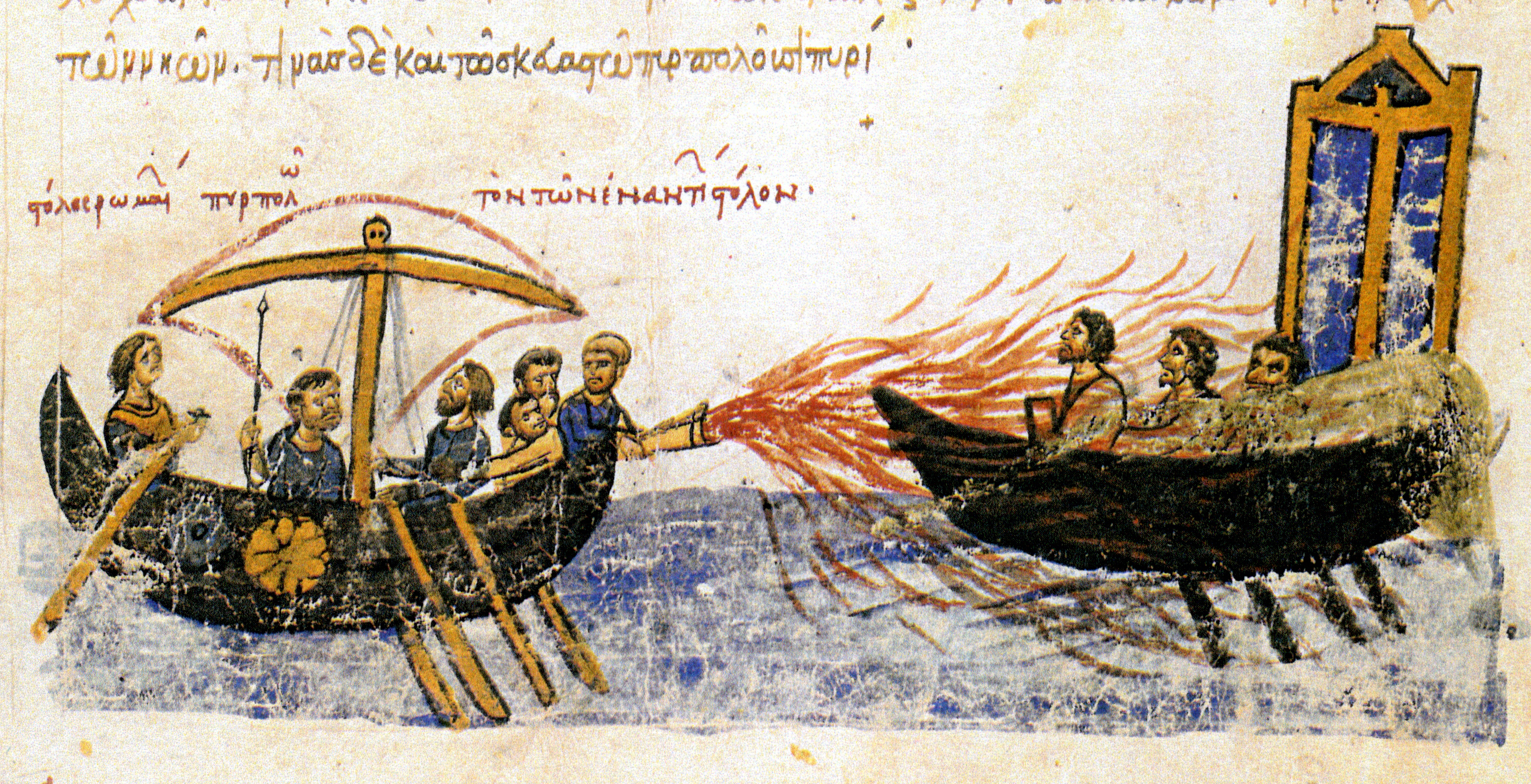
Feu grégeois, secret de la résistance byzantine sur la flotte arabe.

La première grande bataille verra s'affronter Théodore, frère de l'empereur Héraclius et les musulmans dont le principal général Khalid ibn al-Walid à la bataille de Yarmouk (août 636) où les troupes byzantines seront entièrement décimées ouvrant le passage vers le nord du Moyen-Orient aux armées musulmanes. Une à une les grandes villes de la région comme Jérusalem ou Damas future capitale du califat omeyyade sont prises par les troupes des quatre premiers califes essentiellement, aidés par une population lasse des conditions de vie imposés par les Byzantins. Pendant ce temps, leur extension à l'Est vers l'Empire perse, ancien rival des byzantins, et à l'Ouest vers l'Afrique du Nord et la péninsule ibérique continue.
En 674 les Arabes sont devant Constantinople, défaits, ils tenteront vainement une seconde fois en 717. Les murs solides de la ville résistent, le feu grégeois anéantit la flotte arabe, la menace est repoussée mais les empereurs byzantins doivent se rendre à l'évidence, en à peine un demi-siècle depuis la lettre à Héraclius, l'islam était aux portes de l'Europe. C'est le début d'une longue tension frontalière au Proche-Orient, qui verra passer les croisades, et qui se prolonge encore aujourd'hui à travers la division de Chypre entre partie nord, d'influence turque et musulmane, et partie sud, d'influence grecque et chrétienne.

### Péninsule Ibérique

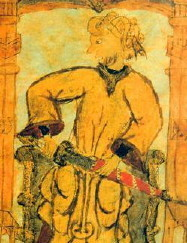
Tariq Ibn Ziyad.

Quasiment à la même époque que le second siège de Constantinople à l'autre extrémité de l'Europe, la situation était plus favorable aux troupes musulmanes. Après avoir conquis l'Afrique du Nord, les troupes musulmanes renforcées par des soldats berbères nouvellement convertis, comme le général Tariq ibn Ziyad, répondent favorablement à l'appel de Moussa Ibn Noçaïr pour une incursion dans la péninsule ibérique.
Le royaume wisigoth, affaibli par des querelles de pouvoir, doit affronter subitement l'arrivée d'un nouvel ennemi qui s'ajoute aux Francs et aux Basques dans le nord. En deux mois, lors de la bataille du Guadalete, l'Espagne wisigoths est menée à sa chute et en moins d'une décennie les arabes ont déjà traversés les Pyrénées, Al-Andalus est fondé dans la foulée de la conquête. Parallèlement c'est en 718 dans les Asturies, un mouvement de résistance émerge. C'est le noyau de la future Reconquista. La péninsule Ibérique sera, à la suite de la chute des Omeyyades à Damas, le siège du nouveau califat qui, contrairement au Abbassides de Bagdad tournés vers l'Inde, la Chine et l'Empire byzantin, tournera son regard essentiellement sur l'Europe et particulièrement sur la Méditerranée qui ne tarde pas à devenir un « lac musulman ». Les califes de Cordoue se lanceront dans une série de constructions comme de châteaux forts comme le château de Gormaz, de mosquées comme la Grande mosquée de Cordoue ou de palais.
Au XIe siècle, le califat de Cordoue s'effondre et laisse place à une vingtaine de taïfas. Bien que divisés, les taïfas vont revivifier des parties de la péninsule jusque-là ignorés du temps du califat. Un demi-siècle plus tard, les Almoravides réunifieront la péninsule et ralentiront la Reconquista avant d'être renversés par les Almohades en 1147. La reconquête chrétienne ne s'arrête pas pour autant, et en 1238 on ne dénombre plus qu'un seul État musulman, le royaume de Grenade, qui mourra lentement jusqu'en 1492, date qui marque la fin de la Reconquista en Espagne.

### Empire ottoman

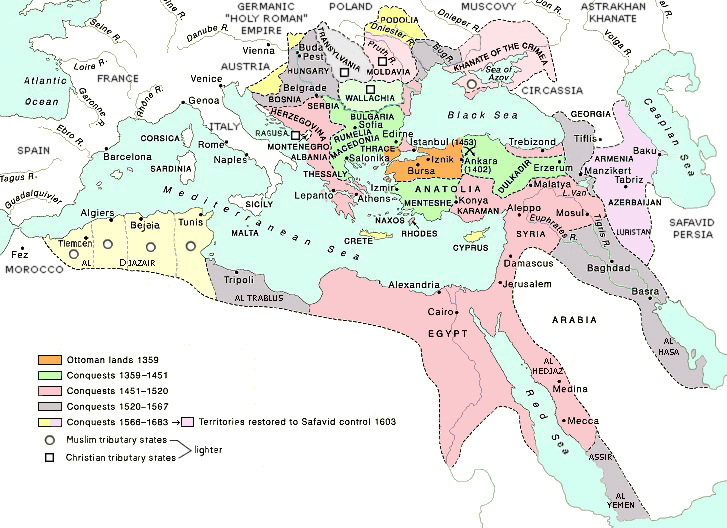
Carte de la croissance de l'Empire ottoman avec ses États vassaux.

En 1347, l'Empire ottoman conquiert Gallipoli, son premier territoire européen, puis s'étend à travers les Balkans. En 1389, la victoire décisive à la bataille du champ des Merles en Serbie, dans l'actuel Kosovo, marque la fin de l'existence des royaumes serbes. La Serbie est définitivement annexée par les Ottomans après la chute de Smederevo, en 1459. En 1453, commandées par le sultan Mehmed II, les armées ottomanes prennent Constantinople et mettent fin à l'Empire byzantin, établissant ainsi la domination de l'empire sur la partie à majorité chrétienne de la Méditerranée orientale.
L’Empire ottoman est organisé selon le système des millets, mise en œuvre par le pouvoir ottoman d'un contrôle des populations qui y vivaient au moyen d'une religion organisée dont il nommait les dignitaires. La langue pouvait jouer un rôle, mais c'est d'abord la religion qui définissait le millet. Tous les adeptes de l'islam sunnite relevant du sultan ottoman, « Calife commandeur des croyants », formaient un seul millet, qu'ils fussent Turcs, Kurdes, Lazes, Géorgiens ou Arabes. 
Concernant l'Église orthodoxe, tous ses croyants sujets du Sultan formaient le millet des Rum ; concernant l'Église catholique, l'Empire ottoman en toléra la hiérarchie en Hongrie après sa conquête (1526), tout en favorisant la diffusion du protestantisme, adversaire de la Papauté et de l'Autriche catholique.
Les conversions forcées étaient plutôt rares : on connaît le cas des Géorgiens de la région de Kars, de certains villages révoltés en Serbie, Bulgarie et Grèce (enfermés dans leur église, les villageois avaient le choix entre la conversion ou la mort) et de certaines tribus albanaises catholiques du Monténégro. Mais l'immense majorité des conversions, de la Bosnie au fin fond de l'Anatolie en passant par les Pomaques, s'est faite chez les chrétiens pauvres pour ne plus payer le Kharâj (double imposition sur les non-musulmans) et ne plus subir la παιδομάζωμα / pédomazoma (enlèvement des enfants) pour les Yeni-çeri (janissaires). Devenus avdétis (convertis), ils n'en étaient, pour la plupart, que plus fidèles sujets de la Sublime Porte, afin de bénéficier de la confiance due aux ma'mīnīm (croyants). C'est pourquoi les Turcs actuels sont, en majorité, de type caucasien, alors que les peuples turcs d'Asie centrale ont un phénotype asiatique. Et c'est pourquoi au XIXe siècle, la majorité des membres des millets Rum et Arménien était plutôt composée de propriétaires et de commerçants aisés que de pauvres manœuvres, car seuls les gens aisés pouvaient aisément payer le haraç.

## Aujourd'hui
- < 1 % (Arménie, Biélorussie, Estonie, Hongrie, Islande, Lettonie, Lituanie, Malte, Pologne, République tchèque, Roumanie, Saint-Marin, Finlande, Moldavie, Slovaquie, Portugal, Ukraine, Monaco)
- 1 %-2 % (Andorre, Croatie, République d'Irlande)
- 2 %-4 % (Luxembourg, Slovénie, Espagne, Italie, Norvège, Serbie)
- 4 %-5 % (Liechtenstein, Royaume-Uni, Danemark, Grèce)
- 5 %-10 % (Autriche, France, Bulgarie, Pays-Bas, Suède, Suisse, Belgique, Allemagne)
- 10 %-20 % (Géorgie, Russie, Monténégro (en))
- 20 %-30 % (Chypre)
- 30 %-40 % (Macédoine (en))
- 40 %-50 % (Bosnie-Herzégovine)
- 50 %-60 %
- 60 %-70 %
- 70 %-80 %
- 80 %-90 % (Albanie)
- 90 %-95 % (Kosovo (en))
- > 95 % (Azerbaïdjan, Turquie)

Une approximation calculée par le Zentralinstitut Islam-Archiv-Deutschland donne pour chiffre en 2007 environ 53 millions de musulmans en Europe (en incluant les parties européennes de la Turquie et de la Russie) dont environ 25 millions en Russie, 5,7 millions dans la partie européenne de la Turquie, 16 millions dans l'Union européenne, 5,5 millions en France, 3,5 millions en Allemagne, 1,5 million en Grande-Bretagne, 1 million aux Pays-Bas et en Italie soit un peu plus de 7 % de la population européenne totale de 730 millions. La grande majorité des musulmans en Europe occidentale sont des immigrants, ou descendants d'immigrants, arrivés dans les années 1960 et 1970.
Les musulmans habitant les Balkans sont des populations européennes qui furent converties durant la présence ottomane et il existe une importante communauté musulmane en Russie.
Selon le Pew Research Center, il y avait 25,8 millions de musulmans en Europe (Union européenne et Royaume-Uni) en 2016, soit 4,9 % de la population totale. En fonction du niveau d'immigration, il est estimé qu'il y aura en Europe en 2050 entre 35,8 et 75,6 millions de musulmans, soit entre 7,4 % et 14 % de la population totale,.
On compte cinq pays à majorité musulmane en Europe : l'Albanie, l'Azerbaïdjan, la Bosnie-Herzégovine, le Kosovo et la Turquie.
Ci-dessous la liste des dix pays d'Europe ayant la plus forte proportion de musulmans :
1. Turquie (98 %)
2. Azerbaïdjan (98 %)
3. Kosovo (92 %)
4. Albanie (56 %)
5. Bosnie-Herzégovine (51 %)
6. Macédoine du Nord (35 %)
7. Chypre (23 %)
8. Monténégro (18 %)
9. Bulgarie (8-13 %)
10. Russie (12 %)

|                  | Pays               | Pew Research Center (2010) | Pew Research Center (2010) | Autres estimations       | Autres estimations | Autres estimations | Autres estimations |
| Nombre           | Pays               | %                          | Nature                     | Année                    | Nombre             | %                  |                    |
| ---------------- | ------------------ | -------------------------- | -------------------------- | ------------------------ | ------------------ | ------------------ | ------------------ |
| Union européenne | Allemagne          | 4 119 000                  | 5,0 %                      | recensement              | 2011               |                    | 1,9 %              |
| Union européenne | Autriche           | 475 000                    | 5,7 %                      |                          |                    |                    |                    |
| Union européenne | Bulgarie           | 1 002 000                  | 13,4 %                     | recensement              | 2011               | 577 139            | 7,8 %              |
| Union européenne | Belgique           | 638 000                    | 6,0 %                      | étude démographique      | 2016               | 781 887            | 7 %                |
| Union européenne | Croatie            | 56 000                     | 1,3 %                      | recensement              | 2011               | 62 977             | 1,5 %              |
| Union européenne | Chypre             | 200 000                    | 22,7 %                     |                          |                    |                    |                    |
| Union européenne | Danemark           | 226 000                    | 4,1 %                      |                          |                    |                    |                    |
| Union européenne | Espagne            | 1 021 000                  | 2,3 %                      |                          |                    |                    |                    |
| Union européenne | Estonie            | 2 000                      | 0,1 %                      |                          |                    |                    |                    |
| Union européenne | Finlande           | 42 000                     | 0,8 %                      |                          |                    |                    |                    |
| Union européenne | France             | 4 704 000                  | 7,5 %                      | étude démographique      | 2008               | 2 100 000          | 3,35 %             |
| Union européenne | Grèce              | 527 000                    | 4,7 %                      |                          |                    |                    |                    |
| Union européenne | Hongrie            | 25 000                     | 0,3 %                      | recensement              | 2011               | 5 579              | <0,1 %             |
| Union européenne | Irlande            | 43 000                     | 0,9 %                      | recensement              | 2011               | 49 200             | 1,1 %              |
| Union européenne | Italie             | 1 583 000                  | 2,6 %                      |                          |                    |                    |                    |
| Union européenne | Lettonie           | 2 000                      | 0,1 %                      |                          |                    |                    |                    |
| Union européenne | Lituanie           | 3 000                      | 0,1 %                      |                          |                    |                    |                    |
| Union européenne | Luxembourg         | 11 000                     | 2,3 %                      |                          |                    |                    |                    |
| Union européenne | Malte              | 1 000                      | 0,3 %                      |                          |                    |                    |                    |
| Union européenne | Pays-Bas           | 914 000                    | 5,5 %                      | étude démographique      |                    |                    | 4 %                |
| Union européenne | Pologne            | 20 000                     | 0,1 %                      |                          |                    |                    |                    |
| Union européenne | Portugal           | 65 000                     | 0,6 %                      |                          |                    |                    |                    |
| Union européenne | Tchéquie           | 4 000                      | <0,1 %                     | recensement              | 2011               | 3 358              | <0,1 %             |
| Union européenne | Roumanie           | 73 000                     | 0,3 %                      | recensement              | 2011               | 64 337             | 0,3 %              |
| Union européenne | Slovaquie          | 4 000                      | 0,1 %                      |                          |                    |                    |                    |
| Union européenne | Slovénie           | 49 000                     | 2,4 %                      |                          |                    |                    |                    |
| Union européenne | Suède              | 451 000                    | 4,9 %                      |                          |                    |                    |                    |
| Hors UE          | Albanie            | 2 601 000                  | 82,1 %                     | recensement              | 2011               |                    | 56,70 %            |
| Hors UE          | Andorre            | <1 000                     | 1,1 %                      |                          |                    |                    |                    |
| Hors UE          | Arménie            | 1 000                      | 0,1 %                      |                          |                    |                    |                    |
| Hors UE          | Azerbaïdjan        | 8 795 000                  | 98,4 %                     |                          |                    |                    |                    |
| Hors UE          | Biélorussie        | 19 000                     | 0,2 %                      |                          |                    |                    |                    |
| Hors UE          | Bosnie-Herzégovine | 1 564 000                  | 41,6 %                     |                          |                    |                    |                    |
| Hors UE          | Géorgie            | 442 000                    | 10,5 %                     |                          |                    |                    |                    |
| Hors UE          | Islande            | <1 000                     | 0,2 %                      | statistiques officielles | 2016               | 865                | 0,3 %              |
| Hors UE          | Kosovo             | 2 104 000                  | 91,7 %                     |                          |                    |                    |                    |
| Hors UE          | Liechtenstein      | 2 000                      | 4,8 %                      |                          |                    |                    |                    |
| Hors UE          | Macédoine du Nord  | 713 000                    | 34,9 %                     |                          |                    |                    |                    |
| Hors UE          | Moldavie           | 15 000                     | 0,4 %                      |                          |                    |                    |                    |
| Hors UE          | Monaco             | <1 000                     | 0,5 %                      |                          |                    |                    |                    |
| Hors UE          | Monténégro         | 116 000                    | 18,5 %                     |                          |                    |                    |                    |
| Hors UE          | Norvège            | 114 000                    | 3,0 %                      |                          |                    |                    |                    |
| Hors UE          | Royaume-Uni        | 2 869 000                  | 4,6 %                      | recensement              | 2011               | 2 706 066          | 4,5 %              |
| Hors UE          | Russie             | 16 379 000                 | 11,7 %                     |                          |                    |                    |                    |
| Hors UE          | Saint-Marin        | <1 000                     | <0,1 %                     |                          |                    |                    |                    |
| Hors UE          | Serbie             | 280 000                    | 3,7 %                      |                          |                    |                    |                    |
| Hors UE          | Suisse             | 433 000                    | 5,7 %                      |                          |                    |                    |                    |
| Hors UE          | Turquie            | 74 660 000                 | 98,6 %                     |                          |                    |                    |                    |
| Hors UE          | Ukraine            | 393 000                    | 0,9 %                      |                          |                    |                    |                    |
| Hors UE          | Vatican            | <1 000                     | <0,1 %                     |                          |                    |                    |                    |

## Conversions

### France
En France, selon une étude de l'INED et de l'Insee publiée en octobre 2010, il y aurait entre 70 000 et 110 000 convertis,,,,, et 4 000 personnes se convertiraient à l'islam par an.
Djelloul Seddiki, directeur de l'Institut de théologie El Ghazali de la Grande mosquée de Paris, avance le chiffre d'un million de convertis en France en 2013.

### Royaume-Uni
Au Royaume-Uni, le nombre de convertis à l'islam est passé d'environ 60 000 en 2001 à plus de 100 000 en 2011. Environ 5 200 hommes et femmes ont adopté l'islam en 2011, dont 1 400 à Londres. Près des deux tiers étaient des femmes, plus de 80 pour cent étaient blancs et l'âge moyen de conversion est de 27 ans.

## Identités musulmanes en Europe
Dans son livre Une révolution sous nos yeux - Comment l'islam va transformer la France et l'Europe, qu'Esprit critique pour son absence d'enquête sur le terrain mais que The Guardian salue pour son regard neuf sur la question en tant qu'analyste non-européen, Christopher Caldwell estime que malgré la grande diversité des identités musulmanes en Europe, « les conditions sont mûres » pour la fusion de ces diverses identités en une « identité unifiée » ; tout comme l'identité hispanique, qui n'était à l'origine aux États-Unis qu'une catégorie de recensement, est devenue une réalité. Cette identité musulmane, bien que touchant l'Europe, n'en sera pas pour autant pro-européenne.
Olivier Roy estime que le fait d'être musulman n'est qu'un élément parmi d'autres de l'identité des immigrants de la première génération. Leur identification avec l'aire d'origine est beaucoup plus forte : ils sont tout d'abord Algériens, Marocains, Tunisiens d'autres s'identifient par leur culture ou leur langue : Arabes, Berbères (Kabyles, Chleuhs, Rifains), etc. Selon lui, ce n'est pas aussi vrai avec la seconde génération, qui bien souvent ne parle même pas la langue des parents. Cette observation, pourtant, n'est généralement pas valable dans le cas de certaines minorités comme les Turcs, qui peuvent largement maintenir leurs liens culturels avec leur pays d'origine grâce au développement international des médias de leur pays. Toujours selon Olivier Roy, on assiste progressivement, sous les effets de la mondialisation et de la déculturation, au découplage entre religion et culture traditionnelle, comme cela s'est fait dans le christianisme. Ainsi, l'islam qui prend racine en France et en Europe ne serait pas un islam « civilisationnel » mais se voudrait « pure religion ». Selon lui, cette déculturation du religieux est la condition nécessaire à l'émergence d'un islam européen (en), même si le contenu théologique ne change pas plus que celui du catholicisme au cours des siècles.